# Astragalus saharae
Espèce
Astragalus saharae est une espèce de plantes à fleurs de la famille des Fabaceae qui pousse dans le Sahara.

## Écologie
Cette plante pousse dans les oueds sahariens.